# Opelytus simoni
Opelytus simoni is een hooiwagen uit de familie Epedanidae.